# Albert Kekai
Albert “Rabbit” Kekai (Waikiki, 11 de novembro de 1920 - 13 de maio de 2016) foi um surfista havaiano, integrante do "International Surfing Hall of Fame" (1991), "Huntington Beach Surfing Hall of Fame" (2001), e do "Surfers' Hall of Fame" (2012).

## Biografia
O primeiro contato de Kekai com o surf veio logo aos 3 anos de idade, quando seu tio que trabalhava como salva-vidas no North Shore de Oahu o ensinou a pegar onda.
Aos 10 anos de idade Kekai começou a ter aulas de surf e canoagem com Duke Kahanamoku, considerado o "pai" do surf moderno.
Em 1941, Kekai estava surfando, quando aviões japoneses atacaram Pearl Harbour, no Havaí. O ataque levou os Estados Unidos a participarem da Segunda Guerra Mundial.
| “ | “Nós estávamos na água quando isso aconteceu. Podíamos ver toda a fumaça. Tentamos ajudar, mas não deixavam ninguém chegar até lá.” | ” |

Albert Kekai morreu em Maio de 2016

### Filmografia
- 1965 - Stop the Wave, I Want to Get Off
- 1994 - The Endless Summer 2
- 1999 - Surfing for Life
- 2003 - Top Ten Hawaiian Beach Resorts
- 2008 - Waveriders